# Stadio Atleti Azzurri d'Italia
Atleti Azzurri d'Italia este un stadion din Bergamo, Italia și folosit de echipele de fotbal Atalanta și AlbinoLeffe. Terenul are 120 m lungime și 70 m lățime. 
Stadionul are o capacitate de 21.300 de locuri. Este considerat de multă luma ca fiind învechit și nefiind la standardele necesare pentru Serie A datorită facilităților inadecvate, a vizibilității reduse din unele părți ale tribunelor și pentru că mare parte nu are tribunele acoperite.
În ultimul deceniu, au fost prezentate câteva proiecte pentru un nou stadion, dar probleme atât cu finanțarea cât și cu locul pentru stadion au făcut ca aceste planuri să nu se realizeze. Ca urmare, a fost propus un plan de acțiune pentru a dezvolta treptat stadionul existent, și în cele din urmă, prima etapă de îmbunătățiri a fost finalizată abia după începerea sezonului 2015-2016, lucrări ulterioare urmând să fie efectuate în cazul în care consiliul local ar fi de acord cu un contract de leasing pe 99 de ani.
Primele îmbunătățiri au inclus înlăturarea gardului de la marginea terenului, unul dintre primele cluburi din Serie A care a făcut această schimbare, împreună cu un management mai bun și cu îmbunătățirea băncilor de rezervă S-a âu mai creat lojele de lux din vârful tribunei unde au fost instalate canapele, ecrane TV și alte facilități. S-au mai realizat zone dedicate spectatorilor cu handicap. În același timp, zona presei a fost coborâtă aducând reporterii mai aproape de teren, oferindu-le o mai bună a experiență a meciurilor. Aceste îmbunătățiri au dus la reducerea capacității stadionului cu aproximativ 3.000 de locuri.
Atalanta a devenit proprietara stadionului la 8 august 2017, după ce au fost plătite 8.608.600 de euro, alte 2.600.000 de euro fiind utilizate pentru reabilitarea parțială a terenului, lucrare realizată în 2015.